# Jacques Morel
Jacques Morel (Parigi, 29 maggio 1922 – Parigi, 9 aprile 2008) è stato un attore cinematografico francese.
Era forse meglio conosciuto come la voce in lingua francese del personaggio dei cartoni animati Obelix nell'adattamento animato del cartone animato Asterix.
Jacques Morel è morto a Parigi, Francia, il 9 aprile 2008, all'età di 85 anni.
Jacques Morel ha studiato all'HEC Paris.

## Filmografia parziale
- Topaze, regia di Marcel Pagnol (1951)
- Grandi manovre (Les Grandes Manœuvres), regia di René Clair (1955)
- Maigret e il caso Saint-Fiacre (Maigret et l'affaire Saint-Fiacre), regia di Jean Delannoy (1959)